# Maison ancienne à Varoš kapija
La maison ancienne à Varoš kapija (en serbe cyrillique : Стара кућа на Варош капији ; en serbe latin : Stara kuća na Varoš kapiji) est située à Belgrade, la capitale de la Serbie. En raison de son importance architecturale, cette maison, construite à la fin du XVIIIe siècle, figure sur la liste des monuments culturels de grande importance de la république de Serbie et sur la liste des biens culturels de la ville de Belgrade.

## Présentation
Située au n° 10 de la rue Gračanička, la demeure a été construite à la fin du XVIIIe siècle pour servir de résidence familiale ; elle a été rénovée vers 1830. Elle témoigne, à Belgrade, de la transition architecturale entre le style balkaniqque, caractérisé par l'influence de l'architecture ottomane, et de nouvelles influences venues de l'Europe centrale, notamment l'architecture urbaine pannonienne qui s'est développée au tournant des XVIIIe et XIXe siècles, avec de nouvelles méthodes de construction et une nouvelle manière de concevoir les logements. Elle témoigne ainsi du mélange des styles sur le territoire de la capitale serbe durant cette période,.
La maison est également l'un des derniers vestiges de l'ancien quartier de Varoš kapija, la « Porte de la ville ».

## Architecture
La maison est constituée d'un sous-sol, d'un rez-de-chaussée et d'un étage, avec un toit particulièrement pentu. Elle dispose d'une entrée latérale donnant sur la rue, tandis que son aile sud donne sur une cour. Un porche doté de piliers en bois donnait sur le jardin mais les modifications ultérieures de l'édifice l'ont considérablement altéré. La façade sur rue est constituée d'une structure en colombage recouverte d'un enduit ; le rez-de-chaussée et l'étage sont séparés par deux moulures,.
L'architecture de l'ensemble est de style baroque pannonien, avec des éléments empruntés au classicisme.

## Restauration
La maison a été restaurée en 1974.